# Сарлуи, Леонар
Леонар Сарлуи (имя при рождении Соломон-Леон Сарлуис; нидерл. Salomon-Léon Sarluis; 21 октября 1874[…], Гаага — 1949[…], XVII округ Парижа, Париж) — нидерландский и французский художник-символист еврейского происхождения.

## Биография

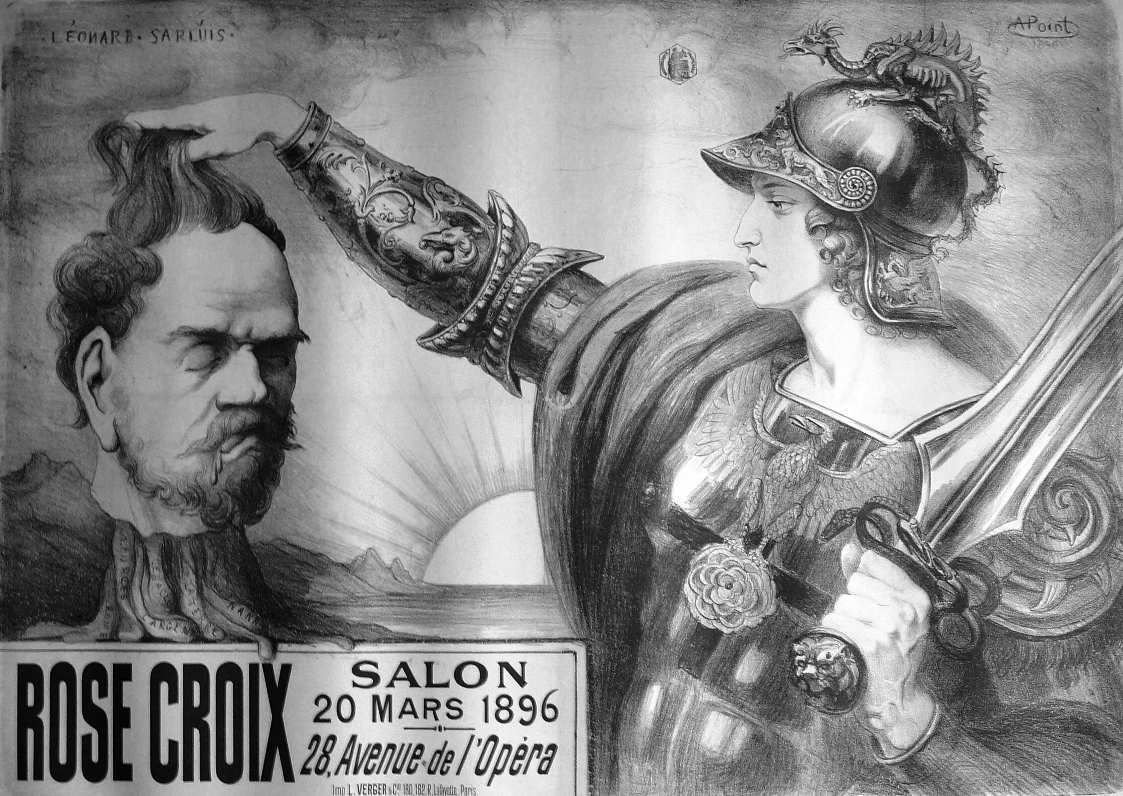
Персей с отрубленной головой Эмиля Золя, 1896

Родился в 1874 году в Гааге, Нидерланды, в семье торговца антиквариатом. Оставив попытки пойти по стопам отца и заняться коммерцией, обучался живописи в Академии художеств родного города в 1891—94 годах. В 1894 году в возрасте около двадцати лет переехал в Париж и всю оставшуюся жизнь прожил во Франции.
Здесь он примкнул к художникам-символистам и уже в 1896 году привлёк к себе всеобщее внимание, создав афишу выставки, на которой Персей, вместо головы Горгоны Медузы, держал в руке отрубленную голову Эмиля Золя — последовательного критика символистов.
В юности отличался красотой, вращался в наиболее богемных кругах Парижа. Создавал произведения на мифологические сюжеты в своей особой трактовке.
В 1919 году получил французское гражданство. В 1923 году проиллюстрировал новое издание фантастического романа «Путешествие в страну четырёх измерений» Гастона де Павловски, в стиле, напоминающем работы Уильяма Блейка. Создал также цикл из 360 иллюстраций «Мистическая Библия». В поздние годы испытал влияние стиля ар-деко.
Выжил во время Второй мировой войны, но, скрываясь от немцев, лишился своей квартиры и мастерской.
Скончался Сарлуи в 1949 году в нищете в Париже.

## Галерея

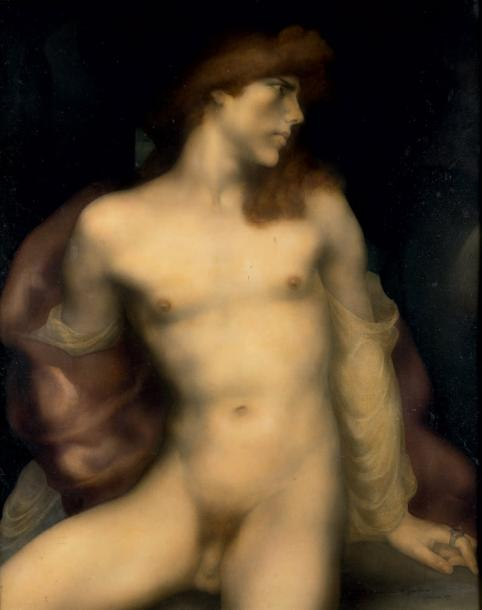
Рыжеволосый эфеб, 1919
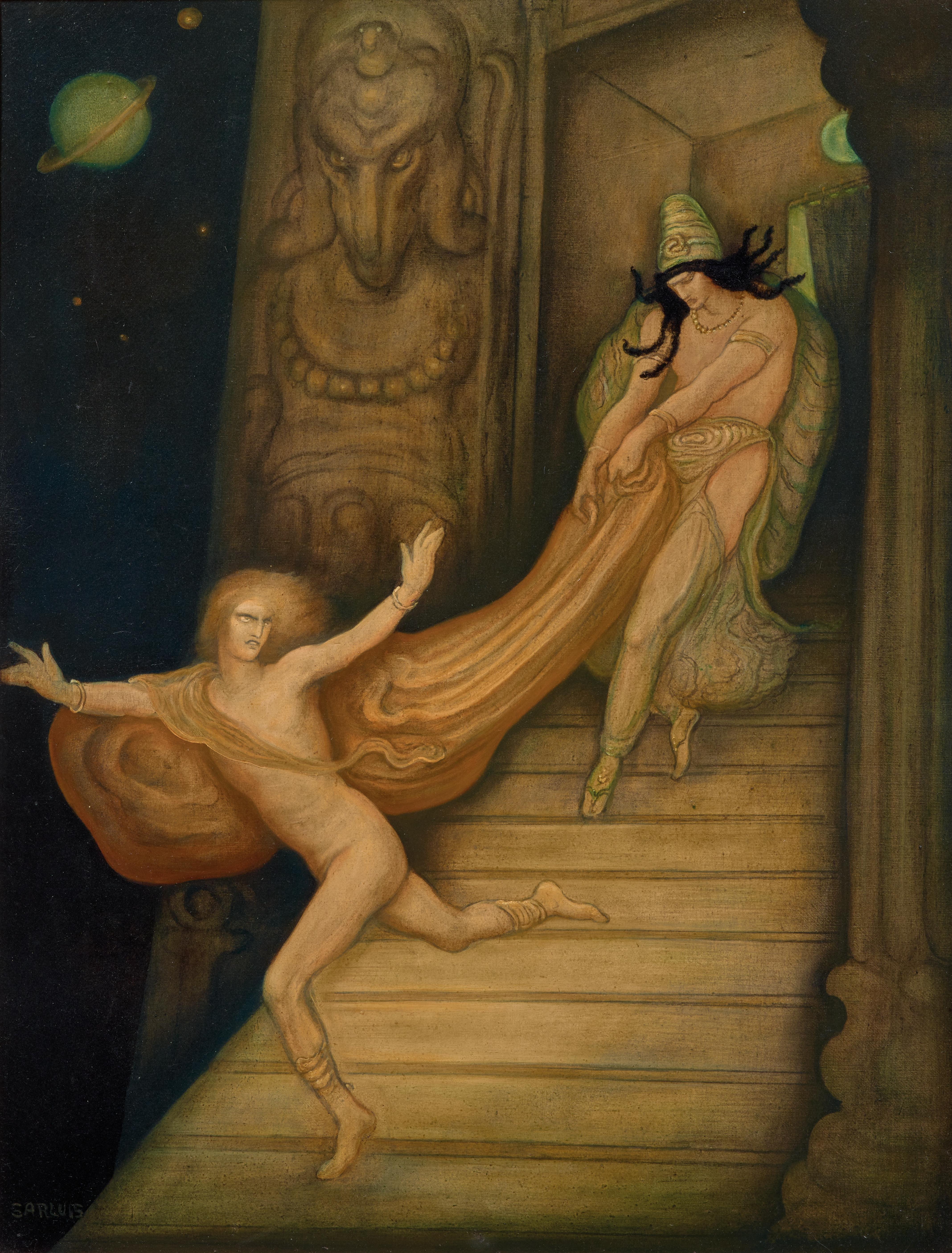
Иосиф и жена Потифара
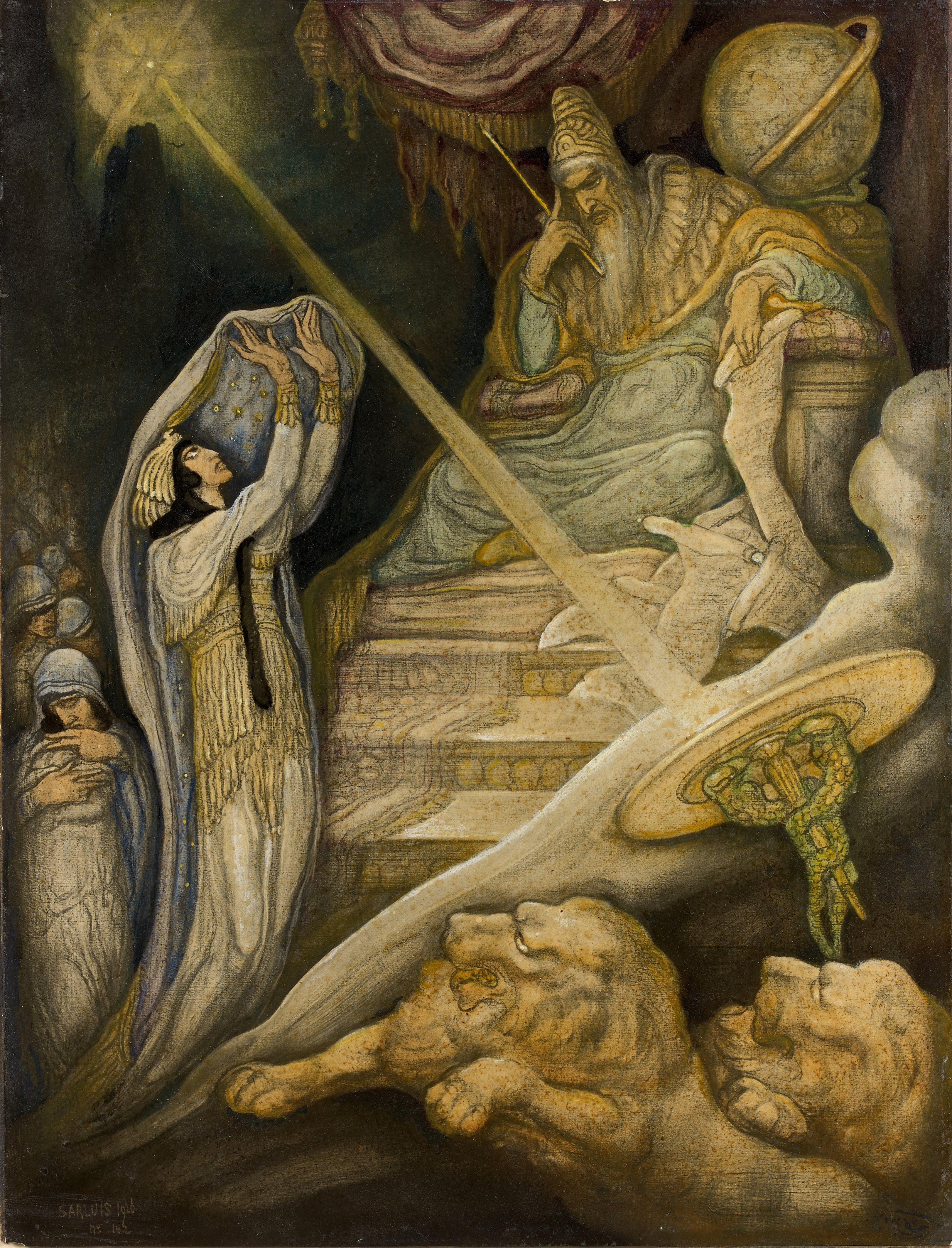
Царица Савская перед царём Соломоном (?)
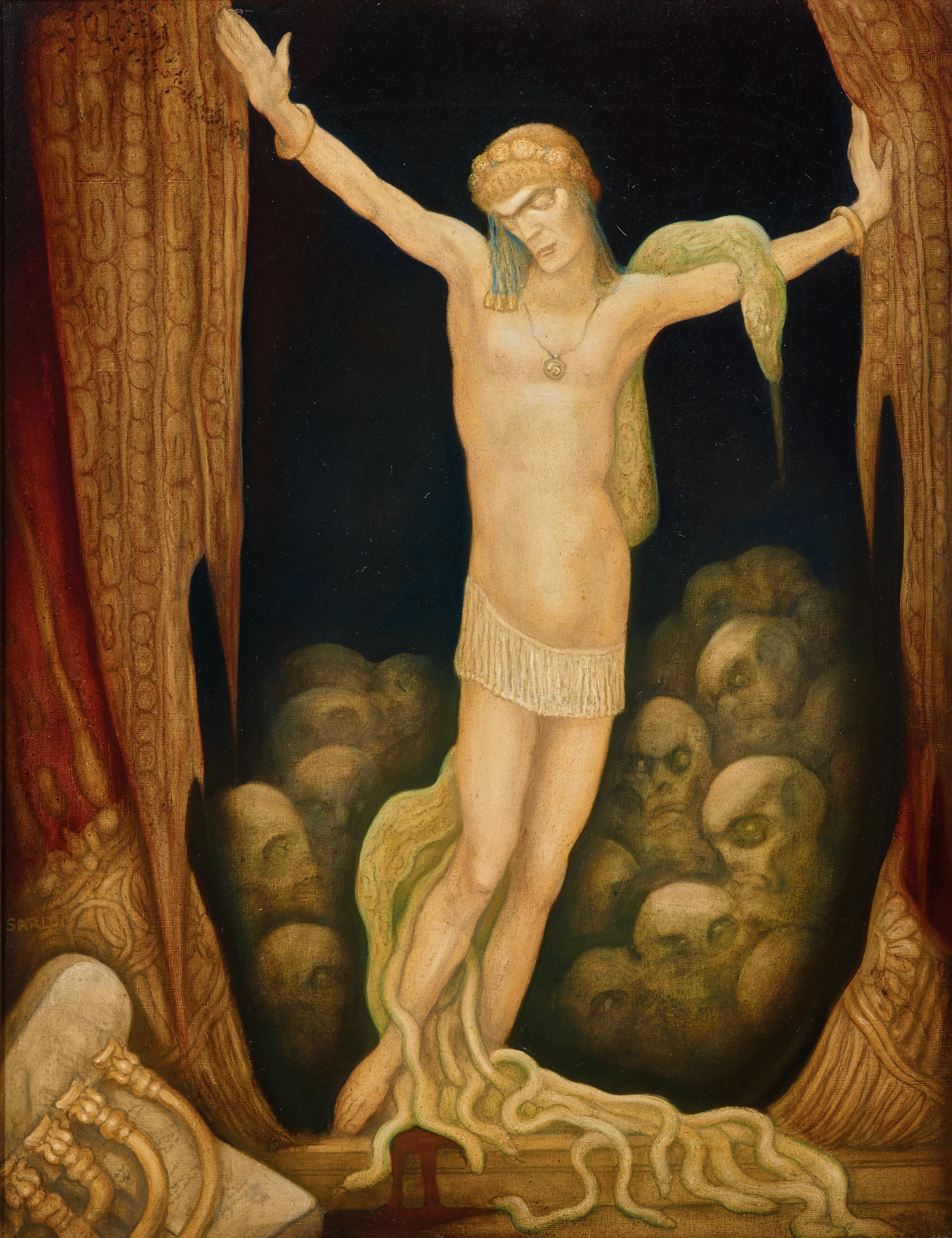
Пророк Иеремия